# Nothognathini
Nothognathini es una tribu de insectos coleópteros curculiónidos pertenecientes a la subfamilia Entiminae. Comprende un solo género: Nothognathus. 